# Hakkelaarsbrug

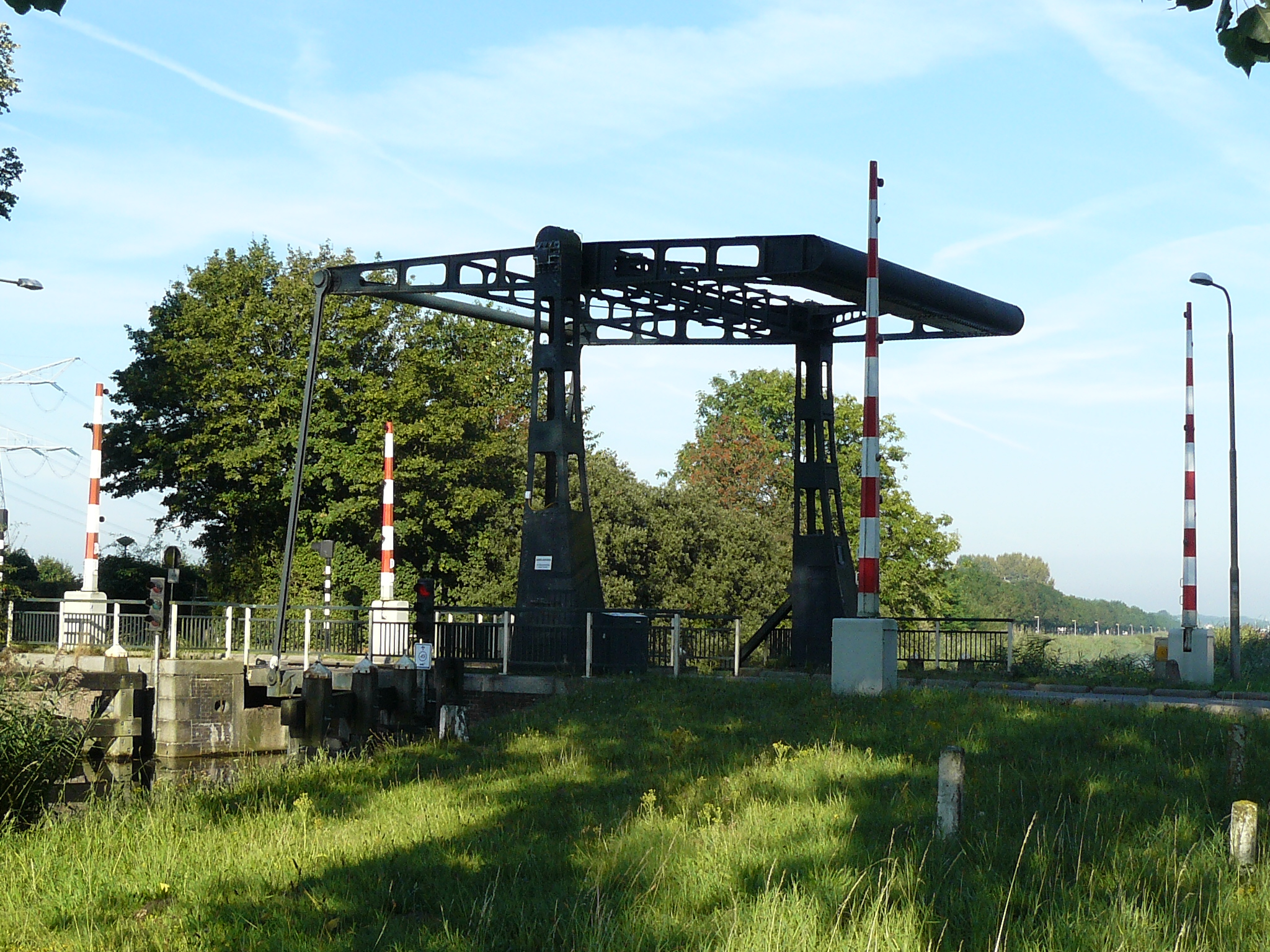
De Hakkelaarsbrug over de Naardertrekvaart.

Hakkelaarsbrug is een buurtschap maar ook een ophaalbrug en behoort tot de gemeente Gooise Meren. De buurtschap bestaat uit een tweetal straten, de Naarderstraatweg en de Googweg en ligt vlak bij de aansluiting van de A1 met de A6 op 6 km van Bussum, dicht bij Muiderberg.
De Hakkelaarsbrug is een ophaalbrug over de Naardertrekvaart, een oude trekschuitverbinding tussen Amsterdam en het Gooi. De Googweg, die ligt op de plek van het vroegere riviertje de Goog, loopt vanuit Muiderberg na de brug en de kruising met de Zuidpolderweg en de Naardervaart over in de Goog. Aan de noordkant dragen ook een aantal zijwegen de naam Googweg.
Verder zijn er vele groepsschuilplaatsen in de omgeving te vinden. Langs de A1 is tevens de verzorgingsplaatsen Hackelaar en Honswijck gelegen. Tot 1932 was dit een bekend knooppunt waar de aftakking van de Gooische Stoomtram (Gooise Moordenaar) naar Muiderberg begon. Sinds 1939 wordt dit vervoer per bus verzorgd, thans door Transdev-buslijn 110.
Tot 1 januari 2016 behoorde Muiderberg tot de gemeente Muiden. Als gevolg van een gemeentelijke herindeling werd Muiden met Bussum en Naarden samengevoegd tot de fusiegemeente Gooise Meren.

## Trivia
- "Hij of zij is al bij de Hakkelaarsbrug" was een Amsterdams-Joods gezegde om aan te duiden dat iemand ernstig ziek was (doden werden per trekschuit naar de Joodse begraafplaats in Muiderberg gebracht).[2]
- Floris V van Holland zou hier in 1296, tijdens de ontvoering uit het Muiderslot, zijn vermoord.[3][4]
- Hakkelaar is een samentrekking van twee woorden uit het Oud Germaans nl.: hangi en haar. Hangi betekent zandige heuvel en haar betekent duin (in Muiderberg zijn twee straten nog vernoemd naar duinen: de Groote Haar en de Kleine Haar)
- Goog en Googweg zijn vernoemd naar een voormalig riviertje de Goog, dat vanaf Muiderberg richting Naardermeer stroomde. Goog is Oud Germaans en betekent ga-weg.

Bussum · Muiden · Muiderberg · Naarden

Buurtschappen: Hakkelaarsbrug · Naarderbos · Crailo

Noord-Holland: Steden en dorpen    Nederland: Provincies · Gemeenten